# Мадонна на луці (Рафаель)

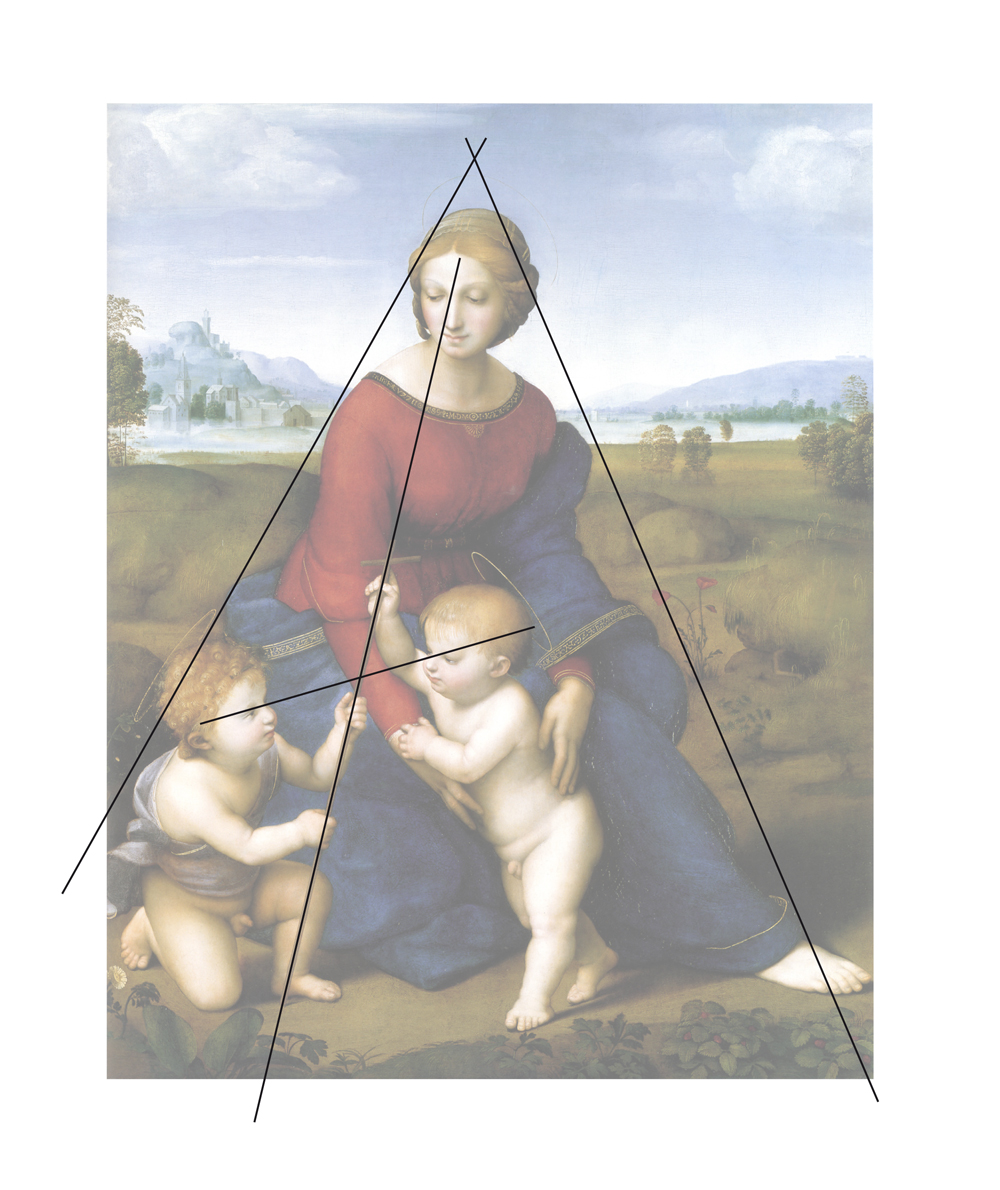
Силові лінії композиції

«Мадонна на луці» (інші назви — «Мадонна в зелені», «Мадонна Бельведере») — картина італійського художника доби Відродження Рафаеля, написана у 1506 році для близького друга художника Таддео Таддеї. Зображає апокрифічну зустріч дитя Ісуса і хлопчика Іоана Хрестителя. 

## Опис
На картині зображені Діва Марія з дітьми Ісусом і Іоаном Хрестителем в чудовому краєвиді пасовища. Фігури персонажів композиційно утворюють класичний трикутник. Пейзаж, з одного боку, підкреслює світ людей; проте він поступово зникає в далекому горизонті, мабуть, щоб передати існування вічних цінностей. Таким чином «Мадонна на луці» є відображенням нового духовного мислення доби Відродження.

### Тема
Композиція з «мадонною на луці» була поширеною у мистецтві італійського Відродження. Вона відображала поєднання традиційної іконографії з новими пантеїстичними тенденціями і впливами мистецтва Північного Відродження в зображенні пейзажу. Прикладом може слугувати полотно «Мадонна на луці» Джованні Белліні, на якому Мадонна з Немовлям зображені на фоні ніби застиглого пейзажу, а ідеалізація форм і конкретизація деталей створюють враження умиротворення і чарівності.
Рафаель, приїхавши до Флоренції у 1504 році, розвинув цю тему, створивши полотна «Мадонна на луці», «Мадонна зі щигликом», «Прекрасна садівниця». В них простежується вплив Леонардо да Вінчі («Мадонна в скелях», «Свята Анна»), з роботами якого в цей період Рафаель знайомився, зокрема фігури вписані в запозичений у Леонардо композиційний трикутник.

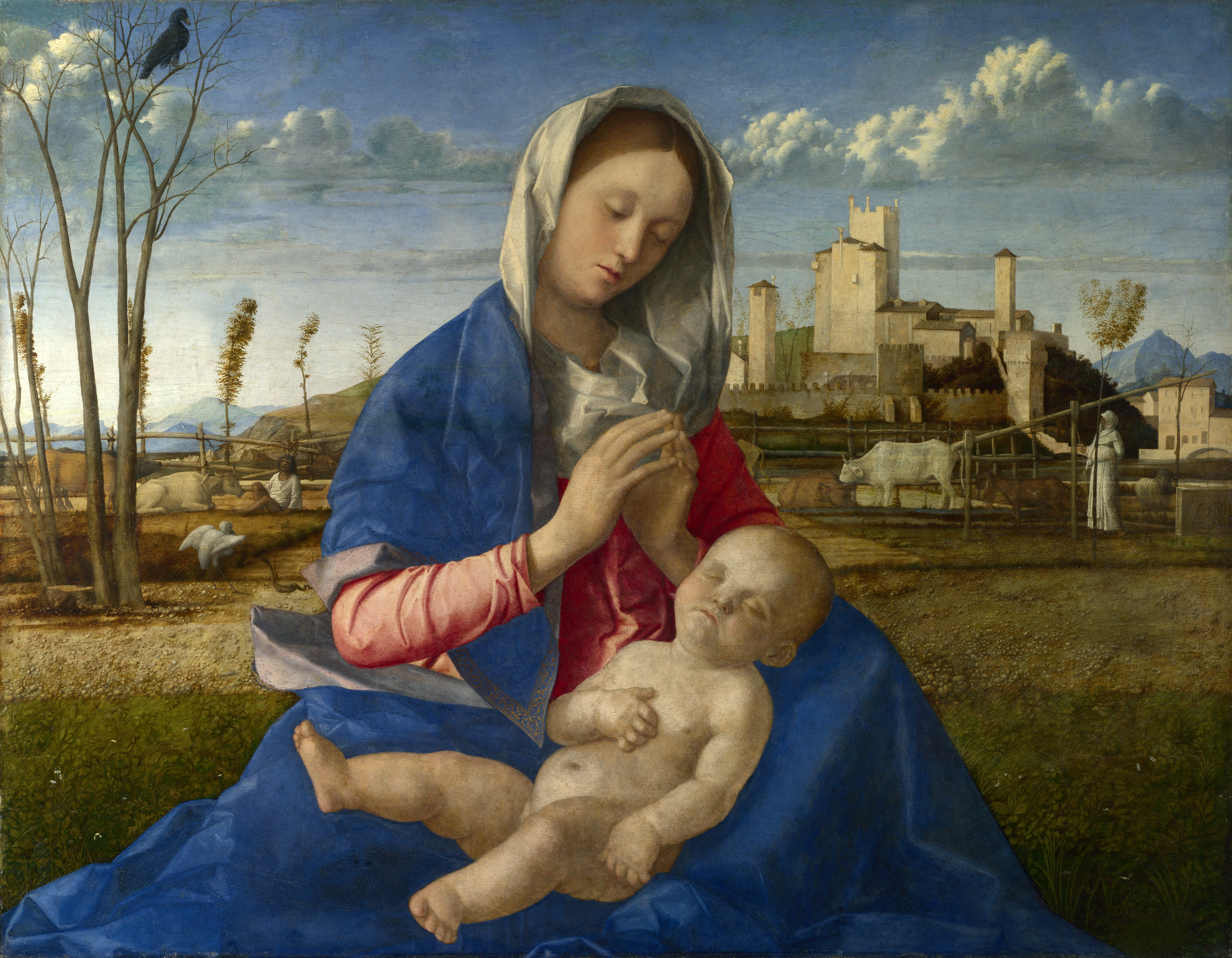
«Мадонна на луці», Джованні Белліні, 1505]
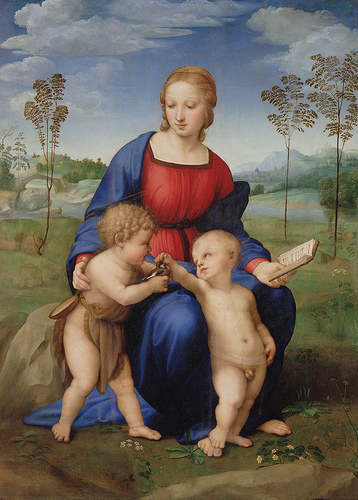
«Мадонна зі щигликом», Рафаель, 1506
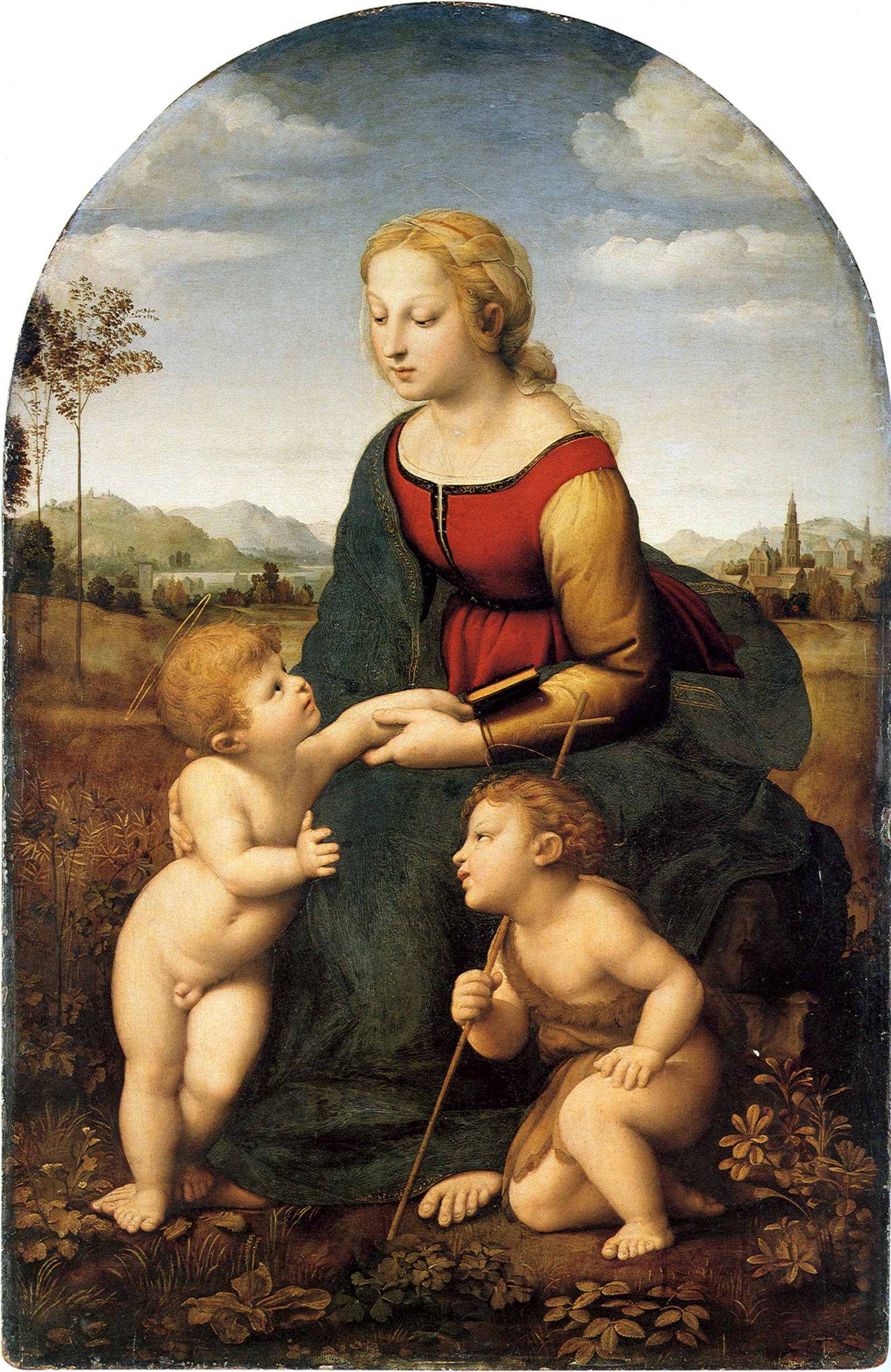
«Прекрасна садівниця», Рафаель, 1507